# 解长林
解长林（1917年—2002年），男，山东聊城人，中华人民共和国军事人物，中国人民解放军少将，曾任武汉军区空军副政治委员。